# 罗特温特里特堡
罗特温特里特堡（德語：Rhodt unter Rietburg）是德国莱茵兰-普法尔茨州的一个市镇。总面积10.06平方公里，总人口1104人，其中男性544人，女性560人（2011年12月31日），人口密度110人/平方公里。